# Assurnasirpal II

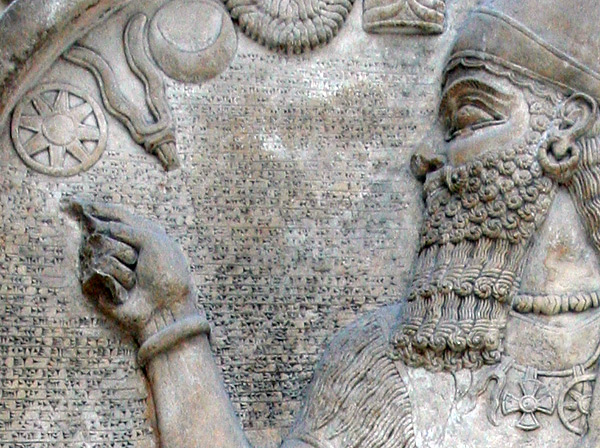
Assurnasirpal II, con iscrizioni cuneiformi accadiche.

Assurnasirpal II, (Aššur-nâṣir-apli, che significa Assur è guardiano dell'erede) (fl. IX secolo a.C.), fu re degli Assiri dall'884 a.C. al 859 a.C., indicato talora come "il più crudele dei sovrani assiri".

## Le campagne militari
Succedette a suo padre Tukulti-Ninurta II, nell'884 a.C.; suo intento era consolidare le recenti conquiste fatte ad est e creare al di là di esse delle sorte di "zone cuscinetto" con i popoli confinanti. Avanzò pertanto nella zona montuosa di Tumme e di Kirhi, devastandone il territorio senza incontrare resistenza. Unico combattimento di rilievo che il sovrano assiro dovette affrontare fu quello con il governatore di Nishtun, che catturò e fece scorticare vivo ad Arbela. Nell'881 a.C. - 880 a.C. Assurnasirpal II dovette affrontare una vasta ribellione ad opera di Nur - Adad, principe di Dagara, nella zona di Zamua (odierno Derbend - i - Bazian), sottratta al controllo assiro. Il re riuscì a debellare i ribelli e a raccogliere un consistente tributo, oltre che a importare manodopera specializzata nella sua nuova capitale, Kahlu (odierna Nimrud), già sede di Salmanassar I, abbandonando la vecchia capitale Ninive. A nord, nella regione del Nairi, situata in Armenia a ovest del lago Van, il dominio assiro era molto più debole, tanto che il governatore della città di Damdamusa, stretto dalla morsa di Aramei e ribelli, non riusciva ad esercitare nessuna influenza se non all'interno della città. I ribelli si arroccarono nella fortezza di Kinabu, contro la quale Assurnasirpal II marciò a tappe forzate, espugnandola e facendo ardere vivi i 300 prigionieri catturati, come attestato nei suoi annali. Dopo aver devastato la regione, il re assiro costruì un nuovo centro amministrativo a Karkh, dove fece confluire molti coloni assiri, oltre a ricevere un tributo da parte del principe arameo locale, e perfino dalla terra ittita di Zalli. Tuttavia, nell'879 a.C. scoppiò una nuova rivolta, causata dalla detronizzazione e uccisione del principe arameo che aveva fatto atto di sottomissione agli assiri; a loro si unirono i montanari di Kashiari, presso Nisibis, che rifiutarono l'autorità assira. Assurnasirpal dunque dovette marciare contro il loro territorio, aspro e montuoso, grazie all'aiuto di guide locali, e devastare anche queste terre. L'anno dopo, nell'878 a.C., il monarca assiro dovette correre in aiuto del regno tributario di Suru, lungo il fiume Habur, già assoggettato cinque anni prima, minacciato dalla città aramea di Sukhi. Questa chiamò in aiuto il re di Babilonia, Nabua-apla-iddina, il quale inviò ai ribelli un esercito di 3000 cassiti, al comando del fratello Sabdanu. Una volta riunite le forze, il fratello del re babilonese assunse il comando congiunto dei due eserciti e marciò contro Suru. Assurnasipal agì rapidamente, muovendo da Kumukh lungo il fiume Harmis e raggiungendo l'Eufrate, che risalì fino ad Anat, l'odierna Anah. Presso questa città gli assiri ingaggiarono battaglia contro il nemico, in un durissimo scontro che durò due giorni: alla fine Assurnasirpal vinse, distruggendo gli aramei e costringendo le truppe di Sabdanu ad arrendersi. Lo stesso comandante avversario fu fatto prigioniero insieme al suo indovino, che marciava anch'egli alla testa dei guerrieri. Il fuoco della rivolta però non si spense, tanto che nell'877 a.C. il re assiro dovette intervenire per reprimere una nuova rivolta, stavolta stroncata sul nascere grazie anche all'efficiente servizio di informazioni di cui disponeva l'esercito assiro. Poi, nell'anno 876 a.C., Assurnasirpal II marciò trionfalmente verso il Mediterraneo, con l'intento di ribadire il dominio assiro sui territori recentemente conquistati e di favorire il partito assiro nelle città ancora indipendenti. Lungo la strada il monarca ricevette i tributi e le truppe dei regni satelliti dell'Impero assiro, come quelli del principe arameo di Bit-Adini e quello ittita di Karkemish, oltre che quello del sovrano di Hattina, signore delle terre di Dibbarna, oltre l'Oronte. Infine, giunto in Fenicia, raccolse l'omaggio delle principali città della costa, come Tiro, Sidone, Biblo e Tripoli. Dopo di allora, dovette affrontare nell'870 a.C. un'ultima ribellione, sull'alto Tigri, versò cui lanciò una spedizione punitiva, che portò alla conquista della principale città ribelle, Damdamusa, la cui guarnigione di 600 uomini fu sterminata, mentre ancora più brutale fu la punizione inflitta ad Amid, dove 3000 prigionieri furono crocefissi. Dopo di allora, nessuna rivolta scoppiò nell'impero assiro.

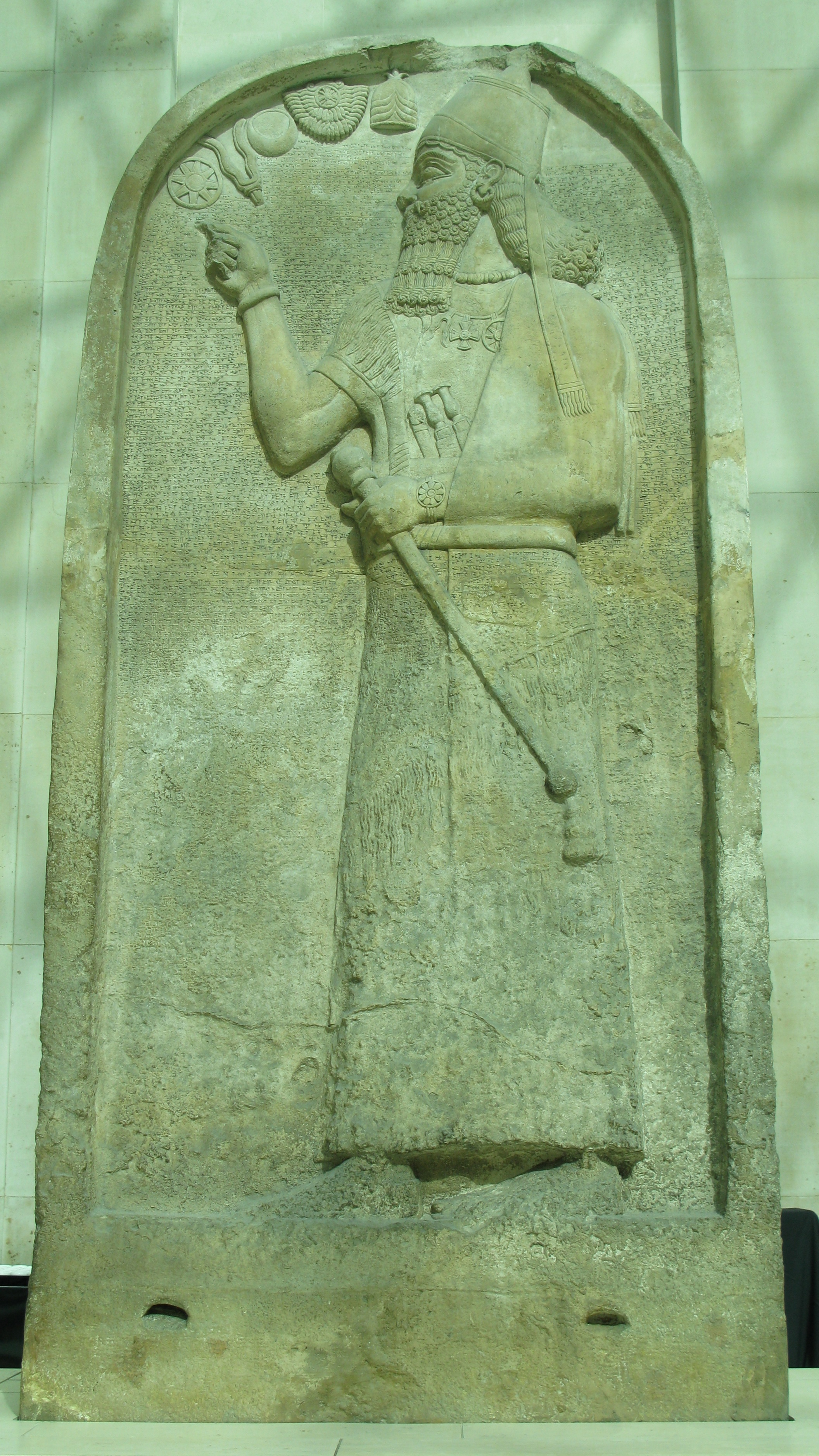
Stele di Assurnasirpal II nel British Museum

## Politica interna
Conquistata la Mesopotamia e il territorio dell'odierno Libano, Assurnasirpal II si dedicò alacremente ad un'intensa attività edificatoria e monumentale. Infatti, durante il suo regno vi fu una vasta produzione di statue e bassorilievi che rappresentano con estremo dettaglio i vari tipi di torture e punizioni a cui venivano sottoposti i popoli sconfitti. I sontuosi palazzi ornati da bassorilievi, i grandi templi e gli altri edifici fatti costruire da Assurnasirpal sono una chiara testimonianza della ricchezza, del potere e del considerevole sviluppo artistico ed economico raggiunto dagli Assiri in questo periodo. Dal punto di vista amministrativo, per avere un controllo migliore sul suo impero impose governatori assiri di carriera sostituendo i capi di dinastie locali. Assurnasirpal II morì nell'859 a.C., dopo  24 anni di regno, lasciando il trono al figlio Salmanassar III.